# 書店裡的骷髏店員本田
《書店裡的骷髏店員本田》是本田的日本漫畫作品。本作為作者出道作，於2016年在漫畫網站Gene pixiv開始連載，改編電視動畫於2018年10月播出。
作者本田有著十年以上的書店漫畫區店員經歷，本作也是以作者親身經歷描繪而成，作品中的主要角色人物都没有展露真人容貌而是以各种物件代替。
2016年，《工作細胞》、《漂流武士》、《烏龍麵之國的金色毛毬》、《書店裡的骷髏店員本田》、《擅長捉弄人的高木同學》獲頒宮脇書店舉辦的第一屆「Miyawaki Comic Awards（ミヤコミ）2016」。

## 登場人物
本田（聲：齊藤壯馬）
本作作者，也是旁白，頭型為骷髏頭。在漫畫區負責國外漫畫、畫冊書櫃，工作有十年时间，直到2017年4月才辞职退休。不太擅长英语，所以只能用只言片语的英语和外国顾客介绍商品。
纸袋（聲：三瓶由布子）
本田的同事之一，亦是本田的前輩。在漫畫區負責次文化漫畫和四格漫畫書櫃。與本田交情良好。
繃帶（聲：喜多村英梨）
本田的同事之一，亦是本田的前輩。在漫畫區負責少女漫畫書櫃。先前負責國外漫畫、畫集書櫃。
（聲：齊藤美貴子）
本田的同事之一，亦是本田的前輩。在漫畫區負責集英社書櫃。
（聲：伊藤静）
本田的同事之一，亦是本田的前輩。在漫畫區負責講談社書櫃。
小面（聲：遠藤綾）
本田的同事之一，也是本田的後輩。在漫畫區負責BL小說和TL小說書櫃。
（聲：山本和臣）
本田的同事之一，也是本田的後輩。在漫畫區負責遊戲類書籍。
（聲：日笠陽子）
本田的上司之一。漫畫區的主任，負責白泉社書櫃。
盔甲（聲：岡村明美）
本田的上司之一。漫畫區的主任，負責BL漫畫書櫃。
遮陽板
本田的上司之一。漫畫區的主任，負責隨筆漫畫書櫃。之後因人事異動調離漫畫區。
（聲：安元洋貴）
本田的同事之一，亦是本田的前輩。在漫畫區負責小學館書櫃。
防毒面具（聲：羽多野涉）
本田的同事之一，亦是本田的前輩。在漫畫區負責KADOKAWA書櫃。
籃子
本田的同事之一，亦是本田的前輩。在漫畫區負責名作漫畫書櫃。
焊接面具（聲：增田俊樹）
本田的同事之一，也是本田的後輩。在漫畫區負責輕小說書櫃。
劍道（聲：西山宏太朗）
本田的同事。作中覆著劍道面具。原流通股人員，因遮陽板主任調離而調入。此後復人事調動離開。為人瘦俏溫雅，卻意外頗有力氣。
魔術師（聲：中尾隆聖）
流通股股長。作中披著頭巾。能因應市場變化，及早調集書籍的能人。
經銷商（聲：鳥海浩輔）
书店的代销商，为书店提供货源的人。
海豹（聲：村瀨步）
本田的責任編輯，主动要求作者将其描绘成海豹的形象。

## 出版書籍
| 冊數 | KADOKAWA       | KADOKAWA               | 台灣角川       | 台灣角川               |
| 冊數 | 發售日期       | ISBN                   | 發售日期       | ISBN                   |
| ---- | -------------- | ---------------------- | -------------- | ---------------------- |
| 1    | 2016年3月26日  | ISBN 978-4-04-068156-6 | 2016年11月17日 | ISBN 978-986-473-407-8 |
| 2    | 2016年12月24日 | ISBN 978-4-04-068680-6 | 2017年12月14日 | ISBN 978-957-853-160-4 |
| 3    | 2017年9月27日  | ISBN 978-4-04-069422-1 | 2018年10月11日 | ISBN 978-957-564-494-9 |
| 4    | 2019年3月28日  | ISBN 978-4-04-065577-2 | 2020年2月19日  | ISBN 978-957-743-561-3 |

## 電視動畫
动画于2018年10月7日开始放送，全12话。

### 製作人員
- 原作：本田《书店里的骷髅店员本田》（MFC Gene pixiv Series／KADOKAWA刊）
- 监督：
- 系列构成、剧本：岡嶋心
- 角色设计：柿木直子
- 音响监督：今泉雄一
- 音响制作：HALF H・P STUDIO（日语：HALF H・P STUDIO）
- 音乐：TECHNOBOYS PULCRAFT GREEN-FUND
- 音乐制作：Lantis
- 音樂製作人：佐藤純之介
- 製作人：藤井貴大、楊國祥、正木大督、吉江輝成、齋藤雅弘、小林健一、伊東紀子
- 动画制作人：斋藤雅弘、山胁光太郎
- 制作主任：斋藤晃弘
- 动画制作：DLE（日语：ディー・エル・イー）
- 制作：书店里的骷髅店员本田制作委员会

### 主題曲
片頭曲「ISBN ～Inner Sound & Book's Narrative～」
填詞、作曲、編曲：TECHNOBOYS PULCRAFT GREEN-FUND，主唱：TECHNOBOYS PULCRAFT GREEN-FUND feat.本田（齊藤壯馬）
片尾曲「Book-end,Happy-end」
填詞：高野寬，作曲、編曲：TECHNOBOYS PULCRAFT GREEN-FUND，主唱：TECHNOBOYS PULCRAFT GREEN-FUND feat.高野寬

### 各话标题
| 話數   | 日文標題                   | 中文標題               | 分鏡 | 演出 | 作畫監督 |
| ------ | -------------------------- | ---------------------- | ---- | ---- | -------- |
| 第1話  |                            | 下一位等待的客人是帥哥 |      |      | 柿木直子 |
| 第1話  | YAOI GIRLS form OVERSEAS!! |                        |      |      | 柿木直子 |
| 第2話  |                            | 來介紹店裡的瘋狂成員!  |      |      | 柿木直子 |
| 第2話  | 書與交接事項與我           |                        |      |      | 柿木直子 |
| 第2話  | 就這樣上吧!海豹小姐        |                        |      |      | 柿木直子 |
| 第3話  |                            | 泯滅人義之戰           |      |      | 柿木直子 |
| 第3話  | 迷途漫畫讀者               |                        |      |      | 柿木直子 |
| 第4話  |                            | 地獄的接客研修         |      |      | 柿木直子 |
| 第4話  | 任務：需要外出的工作       |                        |      |      | 柿木直子 |
| 第5話  |                            | 客人的詢問             |      |      | 柿木直子 |
| 第5話  | 簽名書喔!!全員集合         |                        |      |      | 柿木直子 |
| 第5話  | 令人在意的情色話題         |                        |      |      | 柿木直子 |
| 第6話  |                            | 擁有隱藏力量之人       |      |      | 柿木直子 |
| 第6話  | 我們的促銷戰爭             |                        |      |      | 柿木直子 |
| 第7話  |                            | 告訴我吧!經銷商        |      |      | 柿木直子 |
| 第7話  | 書店店員雜燴酒會           |                        |      |      | 柿木直子 |
| 第8話  |                            | 書店很不錯哦           |      |      | 柿木直子 |
| 第8話  | 可以去的書架 不能去的書架  |                        |      |      | 柿木直子 |
| 第8話  | 去吧!海豹～秘密的野心～    |                        |      |      | 柿木直子 |
| 第9話  |                            | 生與死與再生之書       |      |      | 柿木直子 |
| 第10話 |                            | 書店的人才             |      |      | 柿木直子 |
| 第10話 | 負責書架變更               |                        |      |      | 柿木直子 |
| 第11話 |                            | 骷髏書店店員本田異話   |      |      | 柿木直子 |
| 第11話 | 工作隨時都能辭職           |                        |      |      | 柿木直子 |
| 第12話 |                            | 書店的聖誕節快樂       |      |      | 柿木直子 |
| 第12話 | 營業時間結束的時刻         |                        |      |      | 柿木直子 |

### 播放單位
| 播放日期 | 播放時間             | 播放電視台     | 播放地區 | 備註                    |
| --- | -------------------- | -------------- | -------- | ----------------------- |
| 2018年10月8日 - 12月24日                                                                                             | 週日 24:30 - 24:45   | BS11           | 日本全域 | BS放送 / 『ANIME+』節目 |
| | 週日 25:30 - 25:45   | SUN電視台      | 兵庫縣   |                         |
| | 週日 25:35 - 25:50   | 東京都會電視台 | 東京都   |                         |
| | 週日 26:10 - 26:25   | KBS京都        | 京都府   |                         |
| | 週一 22:30 - 22:45   | J:COM頻道      | 日本國內 | 屬有線電視              |
| 2018年12月31日 | 16:00 - 19:00(UTC+8) | i-Fun動漫台    | 臺灣     | 中華電信MOD內頻道       |
| KBS京都・SUN以外電視台另播出不受歡迎之家接續後15分鐘檔。 i-Fun動漫台為每小時播四集，作為當年元旦假期的特別節目首播。 |                      |                |          |                         |

## 外部連結
- 書店裡的骷髏店員本田 （页面存档备份，存于） - pixiv comic（日語）
- 電視動畫《書店裡的骷髏店員本田》官方網站 （页面存档备份，存于）（日語）
- 書店裡的骷髏店員本田的X（前Twitter）（日語）